# 恶作剧 (1931年电影)
是一部1931年的美國前法典荷里活喜剧电影。本片是马克思兄弟的第三部電影，同时也是他们首部非百老汇舞台剧改编性质的電影。主演包括马克思兄弟：格鲁乔·马克思、哈波·馬克思、奇科·馬克思、賽普·馬克思，以及银幕喜剧演员泰爾瑪·托德。本片由諾曼·Z·麥克利奧德执导，S·J·佩雷爾曼和威爾·B·約翰斯頓编剧。電影故事主要发生在穿越大西洋的一艘定期远洋船上。

## 演员
- 格鲁乔·马克思 飾 Groucho
- 哈波·馬克思（英语：Harpo Marx） 飾 Harpo
- 奇科·馬克思（英语：Chico Marx） 飾 Chico
- 賽普·馬克思（英语：Zeppo Marx） 飾 Zeppo
- Rockliffe Fellowes（英语：Rockliffe Fellowes） 飾 J.J. 'Big Joe' Helton
- 哈利·伍茲（英语：Harry Woods (actor)） 飾 Alky Briggs
- 泰爾瑪·托德（英语：Thelma Todd） 飾 Lucille Briggs
- 露絲·霍爾（英语：Ruth Hall (actress)） 飾 Mary Helton
- 湯姆·甘迺迪 飾 First Mate Gibson

## 获奖及荣誉
美国电影学会
- 2000年AFI百年百大喜剧电影第73名